# Denise Nélis
Denise Nélis (Sint-Pieters-Woluwe, 14 augustus 1927) is een voormalig Belgisch senator.

## Levensloop
Nélis werd beroepshalve directrice van een vakantiehuis voor jonge meisjes om vervolgens werkzaam te worden als sociaal assistent in Marchienne-au-Pont.
In 1983 trad ze toe tot de partij Ecolo en was van 1986 tot 1987 lid van de gezondheidscommissie binnen de partij. In 1987 was ze enkele maanden secretaris van de partijafdeling van het arrondissement Charleroi.
Van 1987 tot 1994 zetelde ze in de Belgische Senaat: van 1987 tot 1991 als rechtstreeks gekozen senator voor het arrondissement Charleroi-Thuin en van 1991 tot 1994 als provinciaal senator voor Henegouwen. Hierdoor zetelde ze van 1987 tot 1991 eveneens in de Waalse Gewestraad, waar ze van 1988 tot 1991 Ecolo-fractieleider was, en in de Raad van de Franse Gemeenschap. Ook was Nélis van 1993 tot 1994 samen met onder meer Vincent Decroly en Daniel Burnotte federaal secretaris van Ecolo.